# 3328 Interposita
3328 Interposita este un asteroid din centura principală, descoperit pe 21 august 1985, de Thomas Schildknecht.